# NGC 978
NGC 978 је елиптична галаксија у сазвежђу Троугао која се налази на NGC листи објеката дубоког неба.
Деклинација објекта је + 32° 50' 42" а ректасцензија 2h 34m 47,0s. Привидна величина (магнитуда) објекта NGC 978 износи 12,2 а фотографска магнитуда 13,2. NGC 978 је још познат и под ознакама NGC 978A, UGC 2057, MCG 5-7-16, CGCG 505-18, KCPG 71A, PGC 9821.